# Zehneria trullifolia
Zehneria trullifolia är en gurkväxtart som beskrevs av W.J.de Wilde och Duyfjes. Zehneria trullifolia ingår i släktet Zehneria och familjen gurkväxter. Inga underarter finns listade i Catalogue of Life.